# آنسلمو بوچی
آنسلمو بوچی (ایتالیایی: Anselmo Bucci)؛ ۲۵ مه ۱۸۸۷ – ۱۹ نوامبر ۱۹۵۵) یک نقاش و چاپگر دستی نمادگرای اهل ایتالیا بود. وی برنده جایزه ویارجو (۱۹۳۰) شده‌است. از سال ۱۹۰۴ تا ۱۹۰۵ میلادی در آکادمی بررا، میلان شرکت نمود.

## نگارخانه

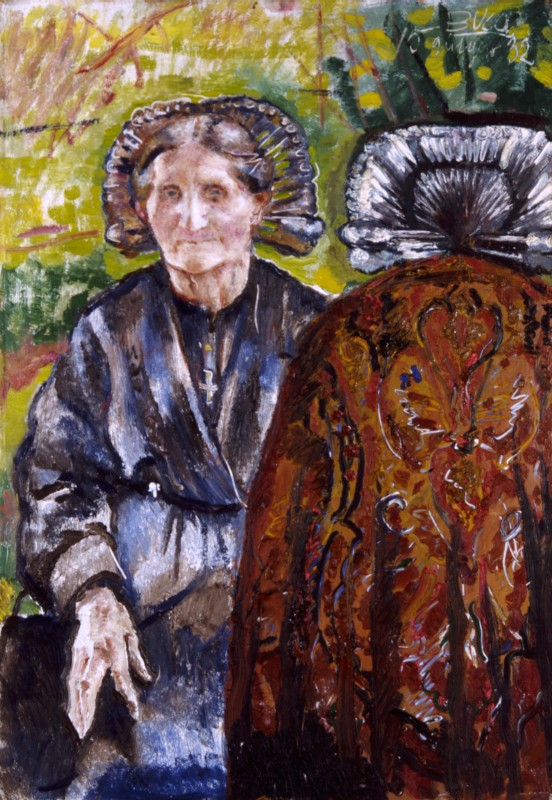